# Trehörningen (Ransbergs socken, Västergötland)
Trehörningen, eller Sprängemossesjön, är en sjö i Tibro kommun i Västergötland och ingår i Motala ströms huvudavrinningsområde.